# 2006-os közgyűlési választások Tolna megyében
A 2006-os megyei közgyűlési választásokat október 1-jén bonyolították le, az általános önkormányzati választások részeként.
Tolna megyében a szavazásra jogosultak bő fele, több mint kilencvenezer ember ment el szavazni. A szavazók tíz szervezet jelöltjei közül választhattak.
A választásokat a Fidesz-KDNP nyerte meg – huszonöt képviselőjük kényelmes többséget jelentett a negyvenegy fős közgyűlésben. Az MSZP a megyeházi helyek harmadát szerezte meg. Bejutott még a közgyűlésbe az MDF, míg az SZDSZ-nek és öt további szervezetnek ez nem sikerült.
A közgyűlés új elnöke Puskás Imre, a Fidesz-KDNP képviselője lett.

## A választás rendszere

Tolna megye választókerületi beosztása, 2006
Kistelepülések Középvárosok
nem szavazott (Szekszárd)

A megyei közgyűlési választásokat az országosan megrendezett általános önkormányzati választások részeként tartották meg. A szavazók a településük polgármesterére és a helyi képviselőkre is ekkor adhatták le a szavazataikat.
A választási rendszer – immár negyedik alkalommal – az 1994-ben elfogadott szabályokon alapult.
A közgyűlési választásokon a községek, nagyközségek és városok polgárai szavazhattak. A megyei jogú városban élők – mivel nem tartoztak a megye joghatósága alá – nem vettek részt a megyei közgyűlés megválasztásában.
A választók két választókerületbe tartoztak, ahol listákra szavazhattak. A két választókerület a települések mérete szerint különült el: az egyikbe a legfeljebb 10 ezer lakóval bíró kistelepülések, a másikba pedig az ennél népesebb középvárosok tartoztak. A szavazatokat a két választókerületben külön-külön számolták össze és osztották el arányosan az adott kerületben az érvényes szavazatok 4%-át elérő szervezetek között.

### Választókerületek
|                                  | Település | Lakó    | Választó- polgár | Megyei képviselő |
| -------------------------------- | --------- | ------- | ---------------- | ---------------- |
| Kistelepülések 10 ezer lakóig    | 104       | 144 644 | 115 504          | 26               |
| Középvárosok 10 ezer lakó fölött | 4         | 67 399  | 54 910           | 15               |
| Közgyűlési választókerületek     | 108       | 212 043 | 170 414          | 41               |
| Megyei jogú város Szekszárd      | 1         | 35 133  | (28 780)         | –                |
| Összesen                         | 109       | 247 176 | (199 194)        | 41               |

Tolna megyében a közgyűlés létszáma 41 fő volt. A kistelepülési választókerületben 26, a középvárosiban pedig 15 képviselőt választhattak meg. Szekszárd, mint megyei jogú város nem tartozott a megye joghatósága alá, s így polgárai nem is szavazhattak a megye önkormányzatának összetételéről.
A közgyűlést a megye kereken 100 községének és nagyközségének, valamint nyolc városának polgárai választhatták meg. A városok közül azonban csak négyben éltek tízezernél többen, így csak ez a négy tartozott a középvárosi választókerületbe.
A választásra jogosult polgárok száma 170 ezer volt. A polgárok kétharmada a kistelepülési választókerületben lakott, míg harmaduk a középvárosiban.
A legkevesebb polgár a megye közepén található Murga községben élt (74 polgár), míg a legtöbb Dombóváron lakott (16 802 polgár).
| A közgyűlési választók eloszlása településméret szerint | A közgyűlési választók eloszlása településméret szerint | A közgyűlési választók eloszlása településméret szerint | A közgyűlési választók eloszlása településméret szerint | A közgyűlési választók eloszlása településméret szerint | A közgyűlési választók eloszlása településméret szerint |
| Településméret (lakók száma)                            | Településméret (lakók száma)                            | Település                                               | Választójogosult (2006.júl.20.)                         | Választójogosult (2006.júl.20.)                         | Megjegyzés                                              |
| ------------------------------------------------------- | ------------------------------------------------------- | ------------------------------------------------------- | ------------------------------------------------------- | ------------------------------------------------------- | ------------------------------------------------------- |
|                                                         |                                                         |                                                         |                                                         |                                                         |                                                         |
| Kistelepülési választókerület                           |                                                         |                                                         |                                                         |                                                         |                                                         |
|                                                         | 1 – 600                                                 | 33                                                      | 9 470                                                   | 5,56%                                                   | legkisebb község: Murga                                 |
| 601 – 1 300                                             | 35                                                      | 25 554                                                  | 15,00%                                                  | új község: Pári (2006)                                  |                                                         |
| 1 301 – 3 000                                           | 29                                                      | 46 864                                                  | 27,50%                                                  |                                                         |                                                         |
| 3 001 – 5 000                                           | 4                                                       | 13 246                                                  | 7,77%                                                   | város: Simontornya                                      |                                                         |
| 5 001 – 10 000                                          | 3                                                       | 20 370                                                  | 11,95%                                                  | Bátaszék, Tamási, Dunaföldvár                           |                                                         |
|                                                         |                                                         | 104                                                     | 115 504                                                 | 67,78%                                                  |                                                         |
|                                                         |                                                         |                                                         |                                                         |                                                         |                                                         |
| Középvárosi választókerület                             |                                                         |                                                         |                                                         |                                                         |                                                         |
|                                                         | 10 000 fölött                                           | 4                                                       | 54 910                                                  | 32,22%                                                  | Tolna, Bonyhád, Paks, Dombóvár                          |
|                                                         |                                                         |                                                         |                                                         |                                                         |                                                         |
| Összesen                                                | Összesen                                                | 108                                                     | 170 414                                                 | 100%                                                    |                                                         |

## Előzmények
| Szervezetek           | Közgyűlési helyek | Közgyűlési helyek | Közgyűlési helyek | Közgyűlési helyek | Közgyűlési helyek | Közgyűlési helyek | Közgyűlési helyek | Közgyűlési helyek | Közgyűlési helyek | Közgyűlési helyek | Közgyűlési helyek | Közgyűlési helyek | Közgyűlési helyek | Közgyűlési helyek |    | Σ  |
| Szervezetek           | Közgyűlési helyek | Közgyűlési helyek | Közgyűlési helyek | Közgyűlési helyek | Közgyűlési helyek | Közgyűlési helyek | Közgyűlési helyek | Közgyűlési helyek | Közgyűlési helyek | Közgyűlési helyek | Közgyűlési helyek | Közgyűlési helyek | Közgyűlési helyek | Közgyűlési helyek | vk | Σ  |
| --------------------- | ----------------- | ----------------- | ----------------- | ----------------- | ----------------- | ----------------- | ----------------- | ----------------- | ----------------- | ----------------- | ----------------- | ----------------- | ----------------- | ----------------- | -- | -- |
| MSZP                  |                   |                   |                   |                   |                   |                   |                   |                   |                   |                   |                   |                   |                   |                   | 14 | 22 |
| MSZP                  |                   |                   |                   |                   |                   |                   |                   |                   |                   |                   |                   |                   |                   | 8                 |    | 22 |
| Fidesz–MDF– MKDSZ–KPE |                   |                   |                   |                   |                   |                   |                   |                   |                   |                   |                   |                   |                   |                   | 11 | 17 |
| Fidesz–MDF– MKDSZ–KPE |                   |                   |                   |                   |                   |                   |                   |                   |                   |                   |                   |                   |                   | 6                 |    | 17 |
| TMESZ–Tomszi          |                   |                   |                   |                   |                   |                   |                   |                   |                   |                   |                   |                   |                   |                   | kt | 1  |
| SZDSZ                 |                   |                   |                   |                   |                   |                   |                   |                   |                   |                   |                   |                   |                   |                   | kv | 1  |
| Összesen              |                   |                   |                   |                   |                   |                   |                   |                   |                   |                   |                   |                   |                   |                   | 26 | 41 |
| Összesen              | 15                |                   |                   |                   |                   |                   |                   |                   |                   |                   |                   |                   |                   |                   |    | 41 |

A 2002 őszén megalakult (IV.) közgyűlés elnöke Frankné Kovács Szilvia, az MSZP képviselője volt. Alelnökként Pogátsa Alajos és Právics József szolgálta a megye közgyűlését (szintén az MSZP soraiból).

## Jelöltállítás

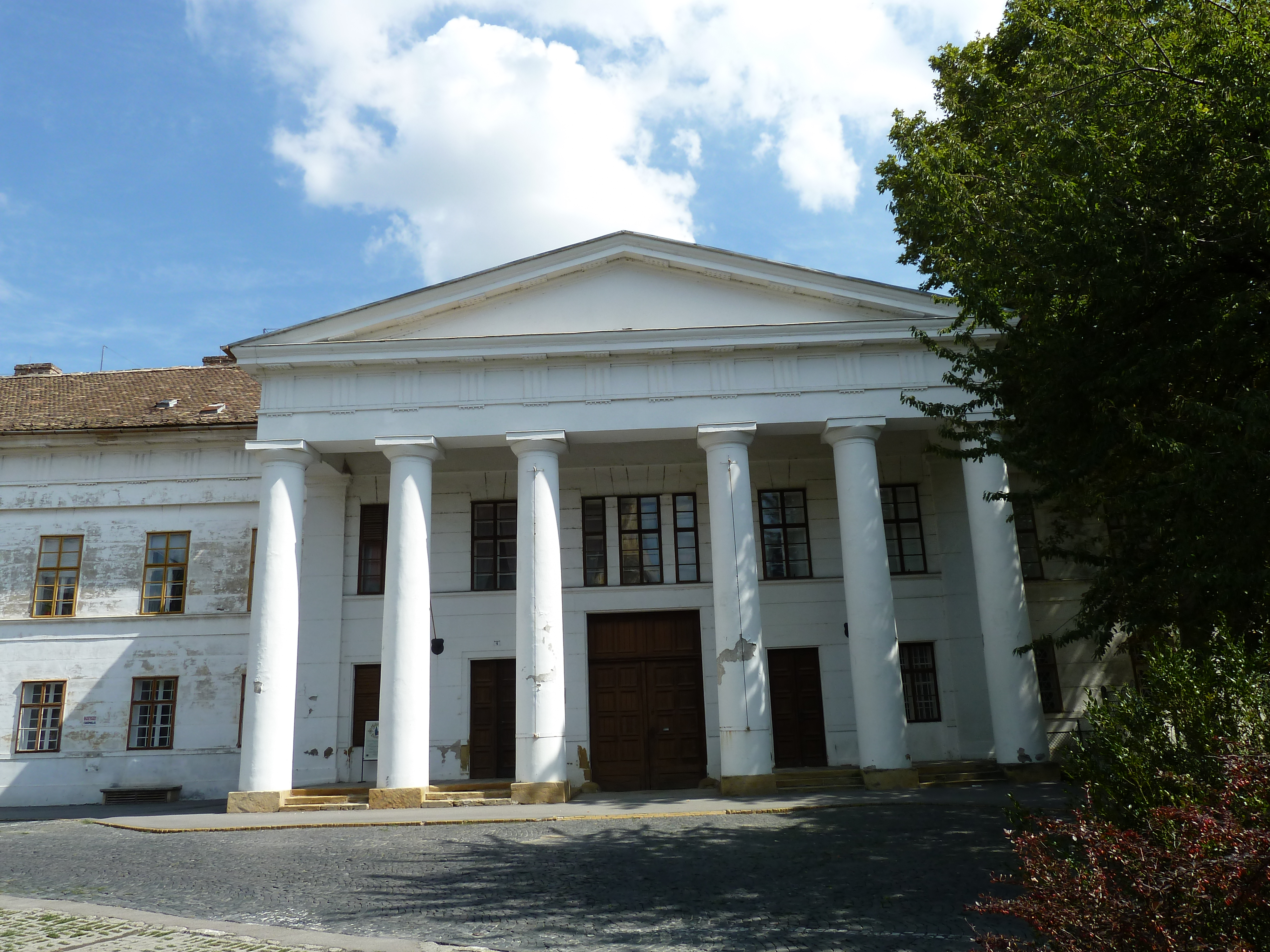
Megyeháza, Szekszárd

Tíz szervezet vett részt a jelöltállítási folyamatban. A kistelepülési választókerületben nyolc listát állítottak, míg a középvárosiban hatot. A jelöltek száma összesen 167 volt (98+69).
A listák nagyobb részét az országos pártok állították, s a jelöltek számában is túlnyomó többséggel bírtak. A két választókerület 14 listájából a megyei szervezetek ötöt jegyeztek, s az ezeken a listákon szereplő negyven jelölt kevesebb mint a negyedét tette ki az összes jelöltek számának.

### Listák
Lista állításához mind a két választókerületben külön-külön kellett ajánlásokat gyűjteni. Az ajánlások gyűjtésére egy bő hónap állt rendelkezésre – augusztus 4. és szeptember 8. között. Ez alatt az idő alatt a választókerületi polgárok 0,3%-ának ajánlását kellett megszerezni. A Tolna megyei kistelepülési választókerületben ez 347, a középvárosiban 167 ajánlást jelentett. Lehetőség volt önálló és közös listák állítására is. A közös listák esetében ugyanannyi ajánlásra volt szükség, mint az önállóak esetében.
Arra is volt lehetőség, hogy egy szervezet csak az egyik választókerületben állítson listát, sőt arra is, hogy a két választókerületben más-más módon állítson listát (például az egyikben közös listán, a másikban pedig önállóan induljon).
| Kistelepülési választókerület | Kistelepülési választókerület | Kistelepülési választókerület | Kistelepülési választókerület | Szervezet    | Szervezet                                   | Szervezet    | Szervezet    | Középvárosi választókerület | Középvárosi választókerület | Középvárosi választókerület | Középvárosi választókerület |
| #.                            | lista neve                    | típusa                        | jelöltek száma                |              | neve                                        | jellege      | hatóköre     | #.                          | lista neve                  | típusa                      | jelöltek száma              |
| ----------------------------- | ----------------------------- | ----------------------------- | ----------------------------- | ------------ | ------------------------------------------- | ------------ | ------------ | --------------------------- | --------------------------- | --------------------------- | --------------------------- |
| megyei szervezetek            |                               |                               |                               |              |                                             |              |              |                             |                             |                             |                             |
| 4.                            | TM-i Füroce                   | önálló                        | 1                             |              | Tolna Megyei Független Roma Civil Egyesület | társ.        | megyei       |                             |                             |                             |                             |
| 8.                            | TMVSZ                         | önálló                        | 9                             |              | Tolna Megyéért Választási Szövetség         | társ.        | megyei       | 2.                          | TMVSZ                       | önálló                      | 7                           |
| 7.                            | TESZ                          | önálló                        | 14                            |              | Tolna Megyei Emberek Szövetsége             | társ.        | megyei       | 6.                          | TESZ- Völgységi Ipart.      | közös                       | 9                           |
|                               |                               |                               |                               |              | Völgységi Ipartestület                      | társ.        | megyei       | 6.                          | TESZ- Völgységi Ipart.      | közös                       | 9                           |
| országos pártok               |                               |                               |                               |              |                                             |              |              |                             |                             |                             |                             |
| 2.                            | MCF                           | önálló                        | 14                            |              | MCF Roma Összefogás Párt                    | párt         | országos     |                             |                             |                             |                             |
| 5.                            | SZDSZ                         | önálló                        | 6                             |              | SZDSZ – A magyar liberális párt             | párt         | országos     | 5.                          | SZDSZ                       | önálló                      | 7                           |
| 6.                            | MDF                           | önálló                        | 11                            |              | Magyar Demokrata Fórum                      | párt         | országos     | 4.                          | MDF                         | önálló                      | 10                          |
| 3.                            | MSZP                          | önálló                        | 15                            |              | Magyar Szocialista Párt                     | párt         | országos     | 3.                          | MSZP                        | önálló                      | 10                          |
| 1.                            | Fidesz-KDNP                   | közös                         | 28                            |              | Fidesz – Magyar Polgári Szövetség           | párt         | országos     | 1.                          | Fidesz-KDNP                 | közös                       | 26                          |
| 1.                            | Fidesz-KDNP                   | közös                         | 28                            |              | Kereszténydemokrata Néppárt                 | párt         | országos     | 1.                          | Fidesz-KDNP                 | közös                       | 26                          |
| 8 lista                       | 8 lista                       | 8 lista                       | 98                            | 10 szervezet | 10 szervezet                                | 10 szervezet | 10 szervezet | 6 lista                     | 6 lista                     | 6 lista                     | 69                          |

### Jelöltek
| Kistelepülési választókerület | Lista | Lista            | Középvárosi választókerület |
| ----------------------------- | ----- | ---------------- | --------------------------- |
| Hirt Ferenc                   |       | Fidesz-KNDP      | Potápi Árpád                |
| Balogh László                 |       | MCF              |                             |
| dr. Dávid Ibolya              |       | MDF              | Timár László                |
| Frankné dr. Kovács Szilvia    |       | MSZP             | Tóth Gyula                  |
| Kocsis Imre Antal             |       | SZDSZ            | Jobban Zoltán               |
| Biczó Ernő                    |       | TESZ             | dr. Fischer Sándor          |
|                               |       | Völgységi Ipart. | dr. Fischer Sándor          |
| Lakatos Lajos                 |       | TM-i Füroce      |                             |
| Bognár Jenő                   |       | TMVSZ            | Bagdy László                |
|                               |       |                  |                             |

| Fidesz-KDNP |
| --- |
| |
| Hirt Ferenc |
| Koltai Tamás |
| dr. Puskás Imre |
| Takács Zoltán |
| Kapitány Zsolt |
| \| További jelöltek \| \| ----------------- \| \| Réger Balázs \| \| Schranz Istvánné \| \| Csike György \| \| Kristóf Károly \| \| Kalányos János \| \| Deák Sándor \| \| Kovács István \| \| Tar Csaba \| \| Kishonti János \| \| Széles András \| \| Kalocsa Jenő \| \| dr. Égi Csaba \| \| Puch József \| \| Barkóczi József \| \| Fajszi Lajos \| \| Récsei Gábor \| \| Mészáros Vilmosné \| \| Kern József \| \| Lakatos Sándor \| \| Pécsi Gábor \| \| Kerényi Zsolt \| \| Galambos József \| \| Taba Benő \| |
| További jelöltek |
| Réger Balázs |
| Schranz Istvánné |
| Csike György |
| Kristóf Károly |
| Kalányos János |
| Deák Sándor |
| Kovács István |
| Tar Csaba |
| Kishonti János |
| Széles András |
| Kalocsa Jenő |
| dr. Égi Csaba |
| Puch József |
| Barkóczi József |
| Fajszi Lajos |
| Récsei Gábor |
| Mészáros Vilmosné |
| Kern József |
| Lakatos Sándor |
| Pécsi Gábor |
| Kerényi Zsolt |
| Galambos József |
| Taba Benő |

| További jelöltek  |
| ----------------- |
| Réger Balázs      |
| Schranz Istvánné  |
| Csike György      |
| Kristóf Károly    |
| Kalányos János    |
| Deák Sándor       |
| Kovács István     |
| Tar Csaba         |
| Kishonti János    |
| Széles András     |
| Kalocsa Jenő      |
| dr. Égi Csaba     |
| Puch József       |
| Barkóczi József   |
| Fajszi Lajos      |
| Récsei Gábor      |
| Mészáros Vilmosné |
| Kern József       |
| Lakatos Sándor    |
| Pécsi Gábor       |
| Kerényi Zsolt     |
| Galambos József   |
| Taba Benő         |

| MCF |
| --- |
| |
| Balogh László |
| Bihari László |
| Veress Krisztina |
| Sárközi Károly |
| Balogh Jánosné |
| \| További jelöltek \| \| ---------------- \| \| Horváth Elekné \| \| Ercsei Vilmosné \| \| Csonka József \| \| Balog József \| \| László József \| \| Horváth József \| \| Bogdán László \| \| Pongó Ignác \| \| Gómány Ernőné \| |
| További jelöltek |
| Horváth Elekné |
| Ercsei Vilmosné |
| Csonka József |
| Balog József |
| László József |
| Horváth József |
| Bogdán László |
| Pongó Ignác |
| Gómány Ernőné |

| További jelöltek |
| ---------------- |
| Horváth Elekné   |
| Ercsei Vilmosné  |
| Csonka József    |
| Balog József     |
| László József    |
| Horváth József   |
| Bogdán László    |
| Pongó Ignác      |
| Gómány Ernőné    |

| MSZP |
| --- |
| |
| Frankné dr. Kovács Szilvia |
| Právics József |
| Molnár József |
| Szabó Loránd |
| Szebényi Géza |
| \| További jelöltek \| \| ------------------- \| \| Bakó Béla \| \| dr. Harangozó Tamás \| \| Horváth Zsolt \| \| Balázs Attila \| \| Koleszár Mihály \| \| Sződi Imre \| \| Nagy László \| \| Kocsner Antal \| \| Borbás József \| \| Frank Imréné \| |
| További jelöltek |
| Bakó Béla |
| dr. Harangozó Tamás |
| Horváth Zsolt |
| Balázs Attila |
| Koleszár Mihály |
| Sződi Imre |
| Nagy László |
| Kocsner Antal |
| Borbás József |
| Frank Imréné |

| További jelöltek    |
| ------------------- |
| Bakó Béla           |
| dr. Harangozó Tamás |
| Horváth Zsolt       |
| Balázs Attila       |
| Koleszár Mihály     |
| Sződi Imre          |
| Nagy László         |
| Kocsner Antal       |
| Borbás József       |
| Frank Imréné        |

| TM-i Füroce   |
| ------------- |
|               |
| Lakatos Lajos |
|               |
|               |
|               |
|               |

| SZDSZ                                                             |
| ----------------------------------------------------------------- |
|                                                                   |
| Kocsis Imre Antal                                                 |
| Cservári József                                                   |
| Frey László                                                       |
| Biczó Mihály                                                      |
| Sziegl Erika                                                      |
| \| További jelöltek \| \| ---------------- \| \| Sümegi Mihály \| |
| További jelöltek                                                  |
| Sümegi Mihály                                                     |

| További jelöltek |
| ---------------- |
| Sümegi Mihály    |

| MDF |
| --- |
| |
| dr. Dávid Ibolya |
| Horváth István |
| dr. Say István |
| Komáromi János |
| Sári József |
| \| További jelöltek \| \| -------------------- \| \| dr. Kovács István \| \| dr. Haszonics József \| \| Vörös László \| \| Bárdos János \| \| dr. Hum János \| \| Lukács Tibor \| |
| További jelöltek |
| dr. Kovács István |
| dr. Haszonics József |
| Vörös László |
| Bárdos János |
| dr. Hum János |
| Lukács Tibor |

| További jelöltek     |
| -------------------- |
| dr. Kovács István    |
| dr. Haszonics József |
| Vörös László         |
| Bárdos János         |
| dr. Hum János        |
| Lukács Tibor         |

| TESZ |
| --- |
| |
| Biczó Ernő |
| Stocker Antal |
| dr. Prinz István |
| Hintenberger Károlyné |
| Széles János |
| \| További jelöltek \| \| ----------------------- \| \| Balogh András \| \| Fekete József \| \| Kőrösi Csaba Aurél \| \| Balassa Zoltán \| \| Endreffyné Takács Mária \| \| Fülöp János \| \| Hegedűs János \| \| Witzl Zsolt \| \| Dávid Sándor Gyula \| |
| További jelöltek |
| Balogh András |
| Fekete József |
| Kőrösi Csaba Aurél |
| Balassa Zoltán |
| Endreffyné Takács Mária |
| Fülöp János |
| Hegedűs János |
| Witzl Zsolt |
| Dávid Sándor Gyula |

| További jelöltek        |
| ----------------------- |
| Balogh András           |
| Fekete József           |
| Kőrösi Csaba Aurél      |
| Balassa Zoltán          |
| Endreffyné Takács Mária |
| Fülöp János             |
| Hegedűs János           |
| Witzl Zsolt             |
| Dávid Sándor Gyula      |

| TMVSZ |
| --- |
| |
| Bognár Jenő |
| Tóth István |
| Gyetvai László |
| Dobri István |
| Filczinger Ágnes |
| \| További jelöltek \| \| ---------------- \| \| Bérdi Imre \| \| dr. Bakos Batu \| \| Mózes László \| \| Kern László \| |
| További jelöltek |
| Bérdi Imre |
| dr. Bakos Batu |
| Mózes László |
| Kern László |

| További jelöltek |
| ---------------- |
| Bérdi Imre       |
| dr. Bakos Batu   |
| Mózes László     |
| Kern László      |

| Fidesz-KDNP |
| --- |
| |
| Potápi Árpád |
| Kerecsényi Márton |
| dr. Pálos Miklós |
| dr. Hadházy Árpád |
| Várkonyi Zoltán |
| \| További jelöltek \| \| ---------------------- \| \| Filóné Ferencz Ibolya \| \| Bordács József \| \| dr. Sümegi Zoltán \| \| dr. Széchenyi Attila \| \| Szűcs Sándor \| \| Porga Ferenc \| \| Patay Vilmos \| \| Szabó Péter \| \| Balogh Ferenc \| \| Kollár László \| \| Tillmann András László \| \| Rápolti Csilla Éva \| \| Kaluzsnyi László \| \| Styaszny László \| \| Varga Szilárd Mihály \| \| Bérces János \| \| Rózsai György Sándorné \| \| Szutyányi Zoltán \| \| Sütőné Ujváry Ágnes \| \| dr. Barcza Zsolt \| \| Szántó Zoltán \| |
| További jelöltek |
| Filóné Ferencz Ibolya |
| Bordács József |
| dr. Sümegi Zoltán |
| dr. Széchenyi Attila |
| Szűcs Sándor |
| Porga Ferenc |
| Patay Vilmos |
| Szabó Péter |
| Balogh Ferenc |
| Kollár László |
| Tillmann András László |
| Rápolti Csilla Éva |
| Kaluzsnyi László |
| Styaszny László |
| Varga Szilárd Mihály |
| Bérces János |
| Rózsai György Sándorné |
| Szutyányi Zoltán |
| Sütőné Ujváry Ágnes |
| dr. Barcza Zsolt |
| Szántó Zoltán |

| További jelöltek       |
| ---------------------- |
| Filóné Ferencz Ibolya  |
| Bordács József         |
| dr. Sümegi Zoltán      |
| dr. Széchenyi Attila   |
| Szűcs Sándor           |
| Porga Ferenc           |
| Patay Vilmos           |
| Szabó Péter            |
| Balogh Ferenc          |
| Kollár László          |
| Tillmann András László |
| Rápolti Csilla Éva     |
| Kaluzsnyi László       |
| Styaszny László        |
| Varga Szilárd Mihály   |
| Bérces János           |
| Rózsai György Sándorné |
| Szutyányi Zoltán       |
| Sütőné Ujváry Ágnes    |
| dr. Barcza Zsolt       |
| Szántó Zoltán          |

| TMVSZ                                                                                |
| ------------------------------------------------------------------------------------ |
|                                                                                      |
| Bagdy László                                                                         |
| Baksainé Kenessei Éva                                                                |
| Ónodi Szabolcs                                                                       |
| dr. Hulin István                                                                     |
| Schaffler Ádám                                                                       |
| \| További jelöltek \| \| ---------------- \| \| Takler Ferenc \| \| Gutai István \| |
| További jelöltek                                                                     |
| Takler Ferenc                                                                        |
| Gutai István                                                                         |

| További jelöltek |
| ---------------- |
| Takler Ferenc    |
| Gutai István     |

| MSZP |
| --- |
| |
| Tóth Gyula |
| Pogátsa Alajos |
| dr. Vöröss Endréné |
| Néber Tibor |
| Knopf Attila |
| \| További jelöltek \| \| ------------------ \| \| dr. Radochay Imre \| \| Wiszthaller Zoltán \| \| Kovács János \| \| Molnár Tünde \| \| Király Zsuzsanna \| |
| További jelöltek |
| dr. Radochay Imre |
| Wiszthaller Zoltán |
| Kovács János |
| Molnár Tünde |
| Király Zsuzsanna |

| További jelöltek   |
| ------------------ |
| dr. Radochay Imre  |
| Wiszthaller Zoltán |
| Kovács János       |
| Molnár Tünde       |
| Király Zsuzsanna   |

| MDF |
| --- |
| |
| Timár László |
| dr. Tóth Mária |
| Takács István |
| Markovics Mihály |
| Szél Nándor |
| \| További jelöltek \| \| ------------------- \| \| dr. Bérces Csaba \| \| Oroszki István \| \| Zöldné Kéri Gizella \| \| Szentkirályi Attila \| \| Helfenbein Péter \| |
| További jelöltek |
| dr. Bérces Csaba |
| Oroszki István |
| Zöldné Kéri Gizella |
| Szentkirályi Attila |
| Helfenbein Péter |

| További jelöltek    |
| ------------------- |
| dr. Bérces Csaba    |
| Oroszki István      |
| Zöldné Kéri Gizella |
| Szentkirályi Attila |
| Helfenbein Péter    |

| SZDSZ                                                                                      |
| ------------------------------------------------------------------------------------------ |
|                                                                                            |
| Jobban Zoltán                                                                              |
| Németh Zoltán                                                                              |
| Szabó Zoltán                                                                               |
| dr. Strasszer Tamás                                                                        |
| Járfás Tamás                                                                               |
| \| További jelöltek \| \| ------------------ \| \| Módra Tibor \| \| Szekerczés Szilárd \| |
| További jelöltek                                                                           |
| Módra Tibor                                                                                |
| Szekerczés Szilárd                                                                         |

| További jelöltek   |
| ------------------ |
| Módra Tibor        |
| Szekerczés Szilárd |

| TESZ-Völgységi Ipart. |
| --- |
| |
| dr. Fischer Sándor |
| Antal Márton |
| Baka Ferenc |
| dr. Klitzsch Günterné |
| Reiter Antalné |
| \| További jelöltek \| \| ---------------- \| \| Szűcs István \| \| Somogyvári Gábor \| \| Frey József \| \| Góla Sándor \| |
| További jelöltek |
| Szűcs István |
| Somogyvári Gábor |
| Frey József |
| Góla Sándor |

| További jelöltek |
| ---------------- |
| Szűcs István     |
| Somogyvári Gábor |
| Frey József      |
| Góla Sándor      |

## A szavazás menete
A választást 2006. október 1-jén bonyolították le. A választópolgárok reggel 6 órától kezdve adhatták le a szavazataikat, egészen a 19 órás urnazárásig.
A szavazás alapvetően rendben zajlott, a területi választási bizottsághoz nem érkezett bejelentés. Egyedül Tolna város Mözs városrészében fordultak a helyi választási bizottsághoz egy „szavazó-szállítási” visszaélés kapcsán. A választás napjának szomorú eseménye egy idős paksi polgár halála a szavazóhelységből való távozás után.

### Részvétel
| szavazó 54,4% | távolmaradó 45,6% |

| érvényes 96,3% |

| szavazó 54,4% | távolmaradó 45,6% |

| érvényes 96,3% |

Hatan szavaztak, öten távolmaradtak
A 170 ezer szavazásra jogosult polgárból 92 ezer vett részt a választásokon (54%). Közülük közel három és fél ezren szavaztak érvénytelenül (3,7%).
A részvételi hajlandóság némileg eltért a két választókerületben. A kistelepüléseken a polgárok 56% ment el szavazni, míg a középvárosi kerületben ez az arány 51% volt.
Az érvénytelen szavazatok aránya a kistelepülési választókerületben jóval magasabb volt (4,5%-1,7%).
|  |  |  |

|  |  |  |

## Eredmény
| Lista    | Lista                 | Érvényes szavazat | Érvényes szavazat | Küszöb | Küszöb | Képviselő | Képviselő | Képviselő |
| Lista    | Lista                 | db                | arány             | kt     | kv     | fő        | arány     | +/–       |
| -------- | --------------------- | ----------------- | ----------------- | ------ | ------ | --------- | --------- | --------- |
|          | Fidesz–KDNP           | 48 490            | 54,52%            | ✓      | ✓      | 25        | 60,98%    | +8        |
|          | MSZP                  | 27 651            | 31,09%            | ✓      | ✓      | 14        | 34,15%    | –8        |
|          | MDF                   | 4 376             | 4,92%             | ✓      | ✗      | 2         | 4,88%     | +2        |
|          | TESZ                  | 2 918             | 3,28%             | ✗      |        | 0         |           | –1        |
|          | TESZ-Völgységi Ipart. | 2 918             | 3,28%             |        | ✗      | 0         |           | –1        |
|          | SZDSZ                 | 2 573             | 2,89%             | ✗      | ✗      | 0         |           | –1        |
|          | TMVSZ                 | 1 986             | 2,23%             | ✗      | ✗      | 0         |           | –         |
|          | MCF                   | 603               | 0,68%             | ✗      |        | 0         |           | –         |
|          | TM-i Füroce           | 345               | 0,39%             | ✗      |        | 0         |           | Új        |
| Összesen | Összesen              | 88 942            |                   |        |        | 41        |           |           |

A választásokat a Fidesz-KDNP nyerte meg, az MSZP második lett, rajtuk kívül az MDF jutott még be a közgyűlésbe. A további listák viszont egyik választókerületben sem érték el a közgyűlésbe jutáshoz szükséges 4%-os határt.
A legtöbb szavazatot a Fidesz-KDNP listája kapta. A Fidesz vezette fölállás nyolccal több hellyel gazdagodott, mint négy évvel korábban, és az így elnyert 25 képviselői hely kényelmes többséget biztosított számukra. Az MSZP viszont épp nyolc helyet veszített, így 14 képviselői székékvel a második helyet mondhatta magáénak. Rajtuk kívül csak az MDF két jelöltje került be a megyeházára.
Kiesett a Tolna Megyei Emberek Szövetsége, így a megyei közgyűlésben csak országos pártok voltak jelen. Igaz, nem mindegyik országos párt, mivel kiesett az SZDSZ is, amelynek a rendszerváltást követő évtizedben meghatározó szerepe volt a megye politikai életében.
A be nem jutók között volt a Tolna Megyéért Választási Szövetség, és a két cigányságot képviselő szervezet: a Magyarországi Cigányszervezetek Fóruma, illetve a megyei Független Roma Civil Egyesület is.

### Választókerületenként
A választási végeredményben a kistelepülési választókerület súlya nyomott nagyobbat, hiszen abban 26, míg a középvárosi kerületben csupán 15 képviselői helyet osztottak ki.
| Lista    | Lista       | Érvényes szavazat | Érvényes szavazat | Küszöb | Képviselő | Képviselő |
| -------- | ----------- | ----------------- | ----------------- | ------ | --------- | --------- |
|          | Fidesz–KDNP | 34 039            | 55,32%            | ✓      | 16        | 61,54%    |
|          | MSZP        | 17 851            | 29,01%            | ✓      | 8         | 30,77%    |
|          | MDF         | 3 367             | 5,47%             | ✓      | 2         | 7,69%     |
|          | TESZ        | 2 394             | 3,89%             | ✗      | 0         |           |
|          | SZDSZ       | 1 674             | 2,72%             | ✗      | 0         |           |
|          | TMVSZ       | 1 262             | 2,05%             | ✗      | 0         |           |
|          | MCF         | 603               | 0,98%             | ✗      | 0         |           |
|          | TM-i Füroce | 345               | 0,56%             | ✗      | 0         |           |
| Összesen | Összesen    | 61 535            |                   | 3/8    | 26        |           |

| Lista    | Lista                 | Érvényes szavazat | Érvényes szavazat | Küszöb | Képviselő | Képviselő |
| -------- | --------------------- | ----------------- | ----------------- | ------ | --------- | --------- |
|          | Fidesz–KDNP           | 14 451            | 52,73%            | ✓      | 9         | 60,00%    |
|          | MSZP                  | 9 800             | 35,76%            | ✓      | 6         | 40,00%    |
|          | MDF                   | 1 009             | 3,68%             | ✗      | 0         |           |
|          | SZDSZ                 | 899               | 3,28%             | ✗      | 0         |           |
|          | TMVSZ                 | 724               | 2,64%             | ✗      | 0         |           |
|          | TESZ-Völgységi Ipart. | 524               | 1,91%             | ✗      | 0         |           |
| Összesen | Összesen              | 27 407            |                   | 2/6    | 15        |           |

A középvárosi választókerületben több mint 27 ezer érvényes szavazatot adtak le a választópolgárok. A voksok több mint fele a Fidesz-KDNP (53%) listájára érkezett, míg az MSZP-t a polgárok bő harmada támogatta (36%). Előbbiek kilenc, utóbbiak hat képviselőt küldhettek a megyeházára.
Közel járt a 4%-os küszöbhöz az MDF (3,7%) és az SZDSZ (3,3%) listája is, előbbi 87, utóbbi 197 szavazattal maradt el tőle. Az SZDSZ a négy évvel korábbi eredményének alig a felét érte el középvárosi kerületben. Két további megyei lista maradt még alatta a bejutási küszöbnek.
A kistelepülési választókerületben több mint hatvanezer érvényes szavazatot számoltak össze a szavazatszámláló bizottságok tagjai. A hatvanezer szavazatból 34 ezret a Fidesz-KDNP listájára adtak le, ami 55%-os arányt jelentett, ezzel messze megelőzve a versenytársait. Az MSZP második lett, 18 ezer szavazó bizalmát nyerve el (29%).
A Fidesz-KDNP 16, az MSZP pedig 8 képviselői helyhez jutott a kistelepülési választók bizalmából.
A kistelepülési kerületben a 4%-os bejutási küszöböt 2461 szavazat jelentette. Ezt a fentieken túl csak az MDF listája tudta meghaladni, több mint háromezer szavazója (5,4%) két képviselői helyet biztosított számára.
A be nem jutó szervezetek közül a Tolna Megyei Emberek Szövetségének (3,9%) lehetett ez a legfájdalmasabb, hiszen mindössze 67 vokssal maradtak el a küszöbtől. Nem jutott képviselői helyhez az SZDSZ (2,7%) sem, igaz nekik már négy évvel korábban sem sikerült a kistelepülési küszöb elérése. Kimaradt még három további szervezet, mindegyikük fél és két százalék körüli eredményt fölmutatva.
| Lista | Lista | Választókerület | Eltérés  | Eltérés |
| Lista | Lista | Választókerület | Szavazat | %p      |
| ----- | ----- | --------------- | -------- | ------- |
|       | TESZ  | kistelepülési   | −67      | -0,11   |
|       | MDF   | középvárosi     | −87      | -0,32   |
|       | SZDSZ | középvárosi     | −197     | -0,72   |

## Nyilatkozatok
A Tolnai Népújság a választás másnapján megszólaltatta a közgyűlésbe bejutó pártok megyei vezetőit.
| Koltai Tamás |  | Fidesz-MPSZ |
| a párt megyei vezetője, aki a kistelepülés lista 2. helyéről került be a közgyűlésbe |  |             |
| »Az első szó a köszöneté, ami támogatóinkat illeti. Másodsorban hadd hívjam fel a figyelmet arra: papíron ugyan a Fidesz-KDNP szép győzelmet aratott Tolna megyében is, de még inkább igaz az, hogy ezt a választást tartalmilag az MSZP vesztette el. Ennek oka elsősorban a Gyurcsány-féle megszorító csomag: erre mondott nemet Tolna megye. A helyzet különleges lesz, hiszen az országot egy MSZP-SZDSZ kormány vezeti, ugyanakkor a megyei és városi vezetés többségét a Fidesz-KDNP adja. A helyi, megyei összefogás ezek után nem afféle szólam, hanem a társadalom által kikényszerített parancs. Egymásra vagyunk utalva, egy új fejezet kezdődött az országban.« |  |             |

| Právics József |  | MSZP |
| a párt Tolna Megyei Szervezetének elnöke, aki a kistelepülési lista 2. helyéről került be a közgyűlésbe |  |      |
| »Tolna megyében is érvényesült az országos áramlat: a kormánykoalíció megfizette a költségvetés rendbetételének, az egyensúlyi pályára állításnak az árát. A választási eredménytől függetlenül azt remélem, hogy az új ciklusban is folytatódnak korábbi, hasznos kezdeményezéseink. Ha az összefogásra biztató felhívás azt jelenti, hogy a száznyolc település fogjon össze a kétszázötvenezer Tolna megyei érdekében, akkor ezt csak üdvözölni tudjuk.« |  |      |

| Tímár László |  | MDF |
| a párt Tolna megyei választmányának elnöke, aki a középvárosi listát vezette, de nem került be a közgyűlésbe |  |     |
| »Azt mondtuk, hogy továbbra is szeretnénk jelen lenni a megyei közgyűlésben. Ez meg is valósult. Továbbra is annak a szakszerű, higgadt, nyugodt politizálásnak a jegyében kívánunk tevékenykedni, ami 1990 óta jellemez bennünket. Tagja a testületnek az MDF-es Horváth István, személye garanciát jelent törekvésünk sikerére.« |  |     |

## Az új közgyűlés
|          |          |            |            |  |  |  |  |  |  |  |  |  |  |  |  |  |  |  |  |
| Pártok   | Pártok   | Képviselők | Képviselők |  |  |  |  |  |  |  |  |  |  |  |  |  |  |  |  |
|          | Fidesz   | 22         | 54%        |  |  |  |  |  |  |  |  |  |  |  |  |  |  |  |  |
|          | MSZP     | 14         | 34%        |  |  |  |  |  |  |  |  |  |  |  |  |  |  |  |  |
|          | KDNP     | 3          | 7%         |  |  |  |  |  |  |  |  |  |  |  |  |  |  |  |  |
|          | MDF      | 2          | 5%         |  |  |  |  |  |  |  |  |  |  |  |  |  |  |  |  |
| Összesen | Összesen | 41         |            |  |  |  |  |  |  |  |  |  |  |  |  |  |  |  |  |

Az új közgyűlés alakuló ülésén, október 16-án Puskás Imrét, a Fidesz képviselőjét választotta meg elnökének (26 támogató szavazattal). A főállású alelnök a szintén fideszes Kapitány Zsolt, a társadalmi megbízatású alelnök pedig a KDNP képviselője, Pálos Miklós lett.
A közgyűlés legnagyobb létszámú képviselőcsoportját a Fidesz alakította meg, 22 képviselővel. Vezetője Széles András lett. Az MSZP frakciója 14 fős volt, az élén Právics József állt. Rajtuk kívül csak a KDNP tudott képviselőcsoportot alakítani, a háromfős csoport munkáját Kovács István irányította. Az MDF két képviselője függetlenként végezte a munkáját. A közgyűlés hét állandó bizottságot működtetett, ezek közül négynek a Fidesz, egynek-egynek pedig a KDNP, az MSZP és az MDF adta az elnökét.

### A közgyűlés tagjai
| Fidesz-KDNP      | Fidesz-KDNP     | Fidesz-KDNP      | Fidesz-KDNP           |
| ---------------- | --------------- | ---------------- | --------------------- |
|                  |                 |                  |                       |
| ⇄kistelepülések  | ⇄kistelepülések | ⇄középvárosok    | ⇄középvárosok         |
| Hirt Ferenc      | Koltai Tamás    | Potápi Árpád     | Kerecsényi Márton     |
| Puskás Imre      | Takács Zoltán   | Pálos Miklós     | Hadházy Árpád         |
| Kapitány Zsolt   | Réger Balázs    | Várkonyi Zoltán  | Filóné Ferencz Ibolya |
| Schranz Istvánné | Csike György    | Bordács József   | Sümegi Zoltán         |
| Kristóf Károly   | Kalányos János  | Széchenyi Attila |                       |
| Deák Sándor      | Kovács István   |                  |                       |
| Tar Csaba        | Kishonti János  |                  |                       |
| Széles András    | Kalocsa Jenő    |                  |                       |

| MSZP                   | MSZP           |
| ---------------------- | -------------- |
|                        |                |
| kistelepülések         | középvárosok   |
| Frankné Kovács Szilvia | Tóth Gyula     |
| Právics József         | Pogátsa Alajos |
| Molnár József          | Vöröss Endréné |
| Szabó Loránd           | Néber Tibor    |
| Szebényi Géza          | Knopf Attila   |
| Bakó Béla              | Radochay Imre  |
| Harangozó Tamás        |                |
| Horváth Zsolt          |                |

| MDF            |
| -------------- |
|                |
| kistelepülések |
| Dávid Ibolya   |
| Horváth István |